# Mohammad Umar Shadab
Mohammad Umar Shadab est un arachnologiste pakistanais.
Diplômé de l'université de Karachi en 1972, il travaille à l'American Museum of Natural History
C'est un spécialiste des araignées Gnaphosidae, il a écrit de nombreux articles avec Norman I. Platnick.

## Taxons nommés en son honneur
- Cryptoerithus shadabi Platnick & Baehr, 2006

## Quelques Taxons décrits
- Apopyllus Platnick & Shadab, 1984
- Apopyllus huanuco Platnick & Shadab, 1984
- Apopyllus isabelae Brescovit & Lise, 1993
- Apopyllus ivieorum Platnick & Shadab, 1984
- Apopyllus malleco Platnick & Shadab, 1984
- Apopyllus now Platnick & Shadab, 1984
- Camillina antigua Platnick & Shadab, 1982
- Camillina arequipa Platnick & Shadab, 1982
- Camillina balboa Platnick & Shadab, 1982
- Camillina bimini Platnick & Shadab, 1982
- Camillina caldas Platnick & Shadab, 1982
- Camillina calel Platnick & Shadab, 1982
- Camillina campeche Platnick & Shadab, 1982
- Camillina cauca Platnick & Shadab, 1982
- Camillina cayman Platnick & Shadab, 1982
- Camillina chiapa Platnick & Shadab, 1982
- Camillina chincha Platnick & Shadab, 1982
- Camillina claro Platnick & Shadab, 1982
- Camillina colon Platnick & Shadab, 1982
- Camillina cruz Platnick & Shadab, 1982
- Camillina gaira Platnick & Shadab, 1982
- Camillina huanta Platnick & Shadab, 1982
- Camillina isla Platnick & Shadab, 1982
- Camillina jeris Platnick & Shadab, 1982
- Camillina merida Platnick & Shadab, 1982
- Camillina mogollon Platnick & Shadab, 1982
- Camillina mona Platnick & Shadab, 1982
- Camillina nevada Platnick & Shadab, 1982
- Camillina nevis Platnick & Shadab, 1982
- Camillina nova Platnick & Shadab, 1982
- Camillina oruro Platnick & Shadab, 1982
- Camillina piura Platnick & Shadab, 1982
- Camillina puebla Platnick & Shadab, 1982
- Camillina punta Platnick & Shadab, 1982
- Camillina tarapaca Platnick & Shadab, 1982
- Cesonia bixleri Platnick & Shadab, 1980
- Cesonia boca Platnick & Shadab, 1980
- Cesonia bryantae Platnick & Shadab, 1980
- Cesonia cana Platnick & Shadab, 1980
- Cesonia cerralvo Platnick & Shadab, 1980
- Cesonia chickeringi Platnick & Shadab, 1980
- Cesonia coala Platnick & Shadab, 1980
- Cesonia cuernavaca Platnick & Shadab, 1980
- Cesonia desecheo Platnick & Shadab, 1980
- Cesonia ditta Platnick & Shadab, 1980
- Cesonia gertschi Platnick & Shadab, 1980
- Cesonia iviei Platnick & Shadab, 1980
- Cesonia leechi Platnick & Shadab, 1980
- Cesonia maculata Platnick & Shadab, 1980
- Cesonia nadleri Platnick & Shadab, 1980
- Cesonia rothi Platnick & Shadab, 1980
- Cesonia ubicki Platnick & Shadab, 1980
- Chileomma Platnick, Shadab & Sorkin, 2005
- Chileomma campana Platnick, Shadab & Sorkin, 2005
- Chileomma chilensis Platnick, Shadab & Sorkin, 2005
- Chileomma franckei Platnick, Shadab & Sorkin, 2005
- Chileomma malleco Platnick, Shadab & Sorkin, 2005
- Chileomma petorca Platnick, Shadab & Sorkin, 2005
- Chileomma rinconada Platnick, Shadab & Sorkin, 2005
- Chileomma ruiles Platnick, Shadab & Sorkin, 2005
- Chileuma Platnick, Shadab & Sorkin, 2005
- Chileuma paposo Platnick, Shadab & Sorkin, 2005
- Chileuma renca Platnick, Shadab & Sorkin, 2005
- Chileuma serena Platnick, Shadab & Sorkin, 2005
- Chilongius Platnick, Shadab & Sorkin, 2005
- Chilongius eltofo Platnick, Shadab & Sorkin, 2005
- Chilongius frayjorge Platnick, Shadab & Sorkin, 2005
- Chilongius huasco Platnick, Shadab & Sorkin, 2005
- Chilongius molles Platnick, Shadab & Sorkin, 2005
- Chilongius palmas Platnick, Shadab & Sorkin, 2005
- Cryptocellus becki Platnick & Shadab, 1977
- Cryptocellus bocas Platnick & Shadab, 1981
- Cryptocellus chiriqui Platnick & Shadab, 1981
- Cryptocellus fagei Cooke & Shadab, 1973
- Cryptocellus gamboa Platnick & Shadab, 1981
- Cryptocellus glenoides Cooke & Shadab, 1973
- Cryptocellus goodnighti Platnick & Shadab, 1981
- Cryptocellus hanseni Cooke & Shadab, 1973
- Cryptocellus isthmius Cooke & Shadab, 1973
- Cryptocellus osa Platnick & Shadab, 1981
- Cryptocellus peckorum Platnick & Shadab, 1977
- Cryptocellus striatipes Cooke & Shadab, 1973
- Cryptocellus verde Platnick & Shadab, 1981
- Cryptocellus whitticki Platnick & Shadab, 1977
- Drassodes angulus Platnick & Shadab, 1976
- Drassodes mirus Platnick & Shadab, 1976
- Drassyllus alachua Platnick & Shadab, 1982
- Drassyllus antonito Platnick & Shadab, 1982
- Drassyllus baccus Platnick & Shadab, 1982
- Drassyllus callus Platnick & Shadab, 1982
- Drassyllus cerrus Platnick & Shadab, 1982
- Drassyllus chibus Platnick & Shadab, 1982
- Drassyllus coajus Platnick & Shadab, 1982
- Drassyllus durango Platnick & Shadab, 1982
- Drassyllus eurus Platnick & Shadab, 1982
- Drassyllus gammus Platnick & Shadab, 1982
- Drassyllus huachuca Platnick & Shadab, 1982
- Drassyllus mazus Platnick & Shadab, 1982
- Drassyllus mirus Platnick & Shadab, 1982
- Drassyllus ojus Platnick & Shadab, 1982
- Drassyllus puebla Platnick & Shadab, 1982
- Drassyllus salton Platnick & Shadab, 1982
- Drassyllus sinton Platnick & Shadab, 1982
- Drassyllus sonus Platnick & Shadab, 1982
- Drassyllus talus Platnick & Shadab, 1982
- Drassyllus tepus Platnick & Shadab, 1982
- Drassyllus tinus Platnick & Shadab, 1982
- Drassyllus villus Platnick & Shadab, 1982
- Drassyllus zimus Platnick & Shadab, 1982
- Gertschosa Platnick & Shadab, 1981
- Gertschosa palisadoes Platnick & Shadab, 1981
- Gnaphosa chiapas Platnick & Shadab, 1975
- Gnaphosa chihuahua Platnick & Shadab, 1975
- Gnaphosa dentata Platnick & Shadab, 1975
- Gnaphosa maritima Platnick & Shadab, 1975
- Gnaphosa potosi Platnick & Shadab, 1975
- Gnaphosa salsa Platnick & Shadab, 1975
- Gnaphosa saxosa Platnick & Shadab, 1975
- Gnaphosa snohomish Platnick & Shadab, 1975
- Gnaphosa sonora Platnick & Shadab, 1975
- Herpyllus brachet Platnick & Shadab, 1977
- Herpyllus frio Platnick & Shadab, 1977
- Herpyllus gertschi Platnick & Shadab, 1977
- Herpyllus giganteus Platnick & Shadab, 1977
- Herpyllus iguala Platnick & Shadab, 1977
- Herpyllus malkini Platnick & Shadab, 1977
- Herpyllus perote Platnick & Shadab, 1977
- Herpyllus sherus Platnick & Shadab, 1977
- Neozimiris chickeringi Platnick & Shadab, 1976
- Neozimiris crinis Platnick & Shadab, 1976
- Neozimiris exuma Platnick & Shadab, 1976
- Neozimiris levii Platnick & Shadab, 1976
- Neozimiris nuda Platnick & Shadab, 1976
- Neozimiris pinta Platnick & Shadab, 1976
- Neozimiris pinzon Platnick & Shadab, 1976
- Pseudocellus dissimulans (Cooke & Shadab, 1973)